# Norra Skultasjön
Norra Skultasjön är en sjö i Säters kommun i Dalarna och ingår i Dalälvens huvudavrinningsområde.